# Kerivoula minuta
Kerivoula minuta är en fladdermusart som beskrevs av Miller 1898. Kerivoula minuta ingår i släktet Kerivoula och familjen läderlappar. IUCN kategoriserar arten globalt som nära hotad. Inga underarter finns listade i Catalogue of Life.
Denna fladdermus förekommer med flera från varandra skilda populationer på Borneo och på södra Malackahalvön. Arten är känd från låglandet och från kulliga områden upp till 500 meter över havet. Habitatet utgörs av skogar som domineras av växter från familjen Dipterocarpaceae.